# Maximilian Ledochowski
Maximilian Ledochowski (* 30. Jänner 1956 in Salzburg) ist ein österreichischer Arzt und Buchautor.

## Leben
Ledochowski  studierte Medizin an der Universität Innsbruck (später Medizinische Univ. Innsbruck), wo er später in Forschung und Lehre tätig war. 2001 hat er sich als Internist mit dem Spezialgebiet der Ernährungsmedizin habilitiert. Von März 2004 bis 2010 war er Leiter der Abteilung für Ernährungsmedizin an den Universitätskliniken in Innsbruck. Seine Forschungsschwerpunkte liegen vor allem auf dem Gebiet der Nahrungsmittelunverträglichkeiten. Darüber hinaus beschäftigt er sich  mit der Thematik „Nahrung und Depression“. 2008 gründete er die Akademie für Ernährungsmedizin.

## Bücher
- Internistisches Notfall-Kompendium. Thieme, Stuttgart 1988; 3. Auflage 2007, ISBN 978-3-13-718003-6.
- mit Cornelia Hölzl, Theresa Pfandler: Fruchtzuckerarm kochen und sich wohl fühlen. Krenn, Wien 2004, ISBN 3-902351-26-8.
- mit Emmanuelle Fassl-Garbani, Bettina Datta: Milchzuckerarm kochen und sich wohl fühlen. Krenn, Wien 2005, ISBN 3-902351-85-3.
- Laktoseintoleranz und Milchunverträglichkeiten. Eigenverlag, Innsbruck 2008, ISBN 978-3-9502468-3-4.
- H2-Atemteste. Akadmed, Innsbruck 2008, ISBN 978-3-9502468-0-3.
- Brot-, Gluten- und Getreideunverträglichkeiten. Akadmed, Innsbruck 2008, ISBN 978-3-9502468-2-7.
- Wegweiser Nahrungsmittelintoleranzen. Wie Sie Ihre Unverträglichkeiten erkennen und gut damit leben. Trias, Stuttgart 2009, ISBN 978-3-8304-3474-0; 2. Auflage: Nahrungsmittel-Intoleranzen. Unverträglichkeiten erkennen und gut damit leben. Trias, Stuttgart 2014, ISBN 978-3-8304-8017-4.
- (Hrsg.) Klinische Ernährungsmedizin. Springer, Wien 2010, ISBN 978-3-211-88899-5.
- Wenn Brot & Getreide krank machen. Gluten-Intoleranz, Zöliakie – oder was sonst? Trias, Stuttgart 2011, ISBN 978-3-8304-3776-5.
- Genussvoll leben trotz Nahrungsmittelintoleranzen. Fruktose, Laktose, Histamin, Gluten, Getreide, Ballaststoffe. Goldmann, München 2013, ISBN 978-3-442-17340-2.
- Ist es wirklich Reizdarm? Der Diagnose-Wegweiser. Die verdeckten Ursachen für Ihre Beschwerden finden. Trias, Stuttgart 2022, ISBN 978-3-432-11535-1.
- Die Wunder der Bibel medizinisch erklärt. Springer, Heidelberg, 2023, ISBN 978-3-662-66473-5.
- Redewendungen medizinisch erklärt. Springer, Heidelberg, 2024, ISBN 978-3-662-68355-2.

## Einzelbelege
1. ↑  Medizinische Universität Innsbruck Personensuche (Seite nicht mehr abrufbar, festgestellt im April 2019. Suche in Webarchiven)  Info: Der Link wurde automatisch als defekt markiert. Bitte prüfe den Link gemäß Anleitung und entferne dann diesen Hinweis.
2. ↑  Mitteilung der Universität Innsbruck (PDF; 43 kB)